# The Underground Resistance
The Underground Resistance är ett musikalbum av det norska black metal-bandet Darkthrone, utgivet 2013 av skivbolaget Peaceville Records. The Underground Resistance är Darkthrones femtonde studioalbum.

## Låtlista
1. "Dead Early" – 4:49
2. "Valkyrie" – 5:14
3. "Lesser Men – 4:55
4. "The Ones You Left Behind" – 4:16
5. "Come Warfare, The Entire Doom" – 8:37
6. "Leave No Cross Unturned" – 13:49

- Text och musik: Nocturno Culto (spår 1, 3, 5), Fenriz (spår 2, 4, 6)

## Medverkande
Musiker (Darkthrone-medlemmar)
- Nocturno Culto (Ted Arvid Skjellum) – sång, gitarr, basgitarr
- Gylve Fenriz "Kaptein Vom" Nagell (Gylve Fenris Nagell) – trummor, sång, sologitarr

Produktion
- Nocturno Culto (som Ted Culto) – ljudtekniker, ljudmix
- Jack Control – mastring
- Matt Vickerstaff – omslagsdesign
- Jim Fitzpatrick – omslagskonst
- Hater of lame BM – foto
- Jørn Steen – foto
- Mikael Ohlson – foto
- Mats Tannåneset – foto
- Line Wiklund – foto
- Spräk – foto
- Hjemmebrent – foto
- Tomas Lindberg – logo